# Distanceridning
Distanceridning er en barsk sport, som kræver stor udholdenhed af både hest og rytter. Distanceridning rides over distancer fra 15 km. og op til 160 km på en dag eller 200 km på to dage. Hest og rytter skal fuldføre distancen med en minimumshastighed, og i Bronze-serien eller begynderklasserne med en maksimumhastighed. I nogle klasser rides efter idealtid, hvor formålet er at nå i mål på et præcist tidspunkt.
Distanceridning er meget populært i USA, men har inden for de sidste 15 år haft en stor vækst i hele verden, også i Danmark. Den er blevet en hestesportsgren under Fédération Équestre Internationale og under de respektive rideforbund i alle lande. I Danmark har denne sport hørt ind under Dansk Ride Forbund siden 1987.
Hestene bliver regelmæssigt undersøgt at dyrlæger og skal bedømmes som sunde med en puls på 60 eller mindre. Hvis hesten ikke bliver godkendt i dyrlægekontrollen, bliver den diskvalificeret efter løbets afslutning. Hestene skal ligeledes have deres sko kontrolleret af en beslagsmed, inden de starter løbet og skal gennem en inspektion af seletøj. Der er specielle regler for distanceridning for alle de specielle klasser.
En af de nemmere klasser er den såkaldte Bronze Buckle Qualifier, som strækker sig over 32,2 km. (20 miles), og som skal rides med en hastighed på mellem 10,5 km. i timen og 12,8 km. I timen. Alle, der ønsker at konkurrere i klasser over dette niveau, skal have en logbog for hesten. Denne logbog indeholder en fuldstændig fortegnelse over hestens deltagelse i distanceridning, og den skal forevises, når hesten tilmeldes konkurrencen. Heste og ponyer skal være fem år gamle eller mere for at kunne konkurrere, og de skal være syv år gamle eller mere for at kunne konkurrere i de hårdeste løb. Hestene skal kvalificere sig til at konkurrere på et højere niveau, og alle konkurrencer bliver nøje overvåget af dyrlæger. En af de bedst kendte konkurrencer inden for distanceridning er Golden Horseshoe-stævnet i Exmoor, som er særdeles krævende, og som rides over en distance på 160,9 km. (100 miles) i løbet af to dage.

## Ekstern henvisning
- Dansk Ride Forbunds officielle hjemmeside Arkiveret 22. september 2020 hos  Wayback Machine (dansk)